# 埃及博物馆 (都灵)
埃及博物馆（義大利語：Museo Egizio）是位於意大利都灵的一間以古埃及考古学和人类学為主題的博物馆，專門研究埃及考古學和人類學，是世界上除了开罗国家博物馆以外规模最大的专门收藏埃及文物的博物馆。擁有超過30,000件文物。2019年，博物館接待了 853,320 名參觀者，使其成為義大利參觀人數最多的博物館之一。

## 沿革

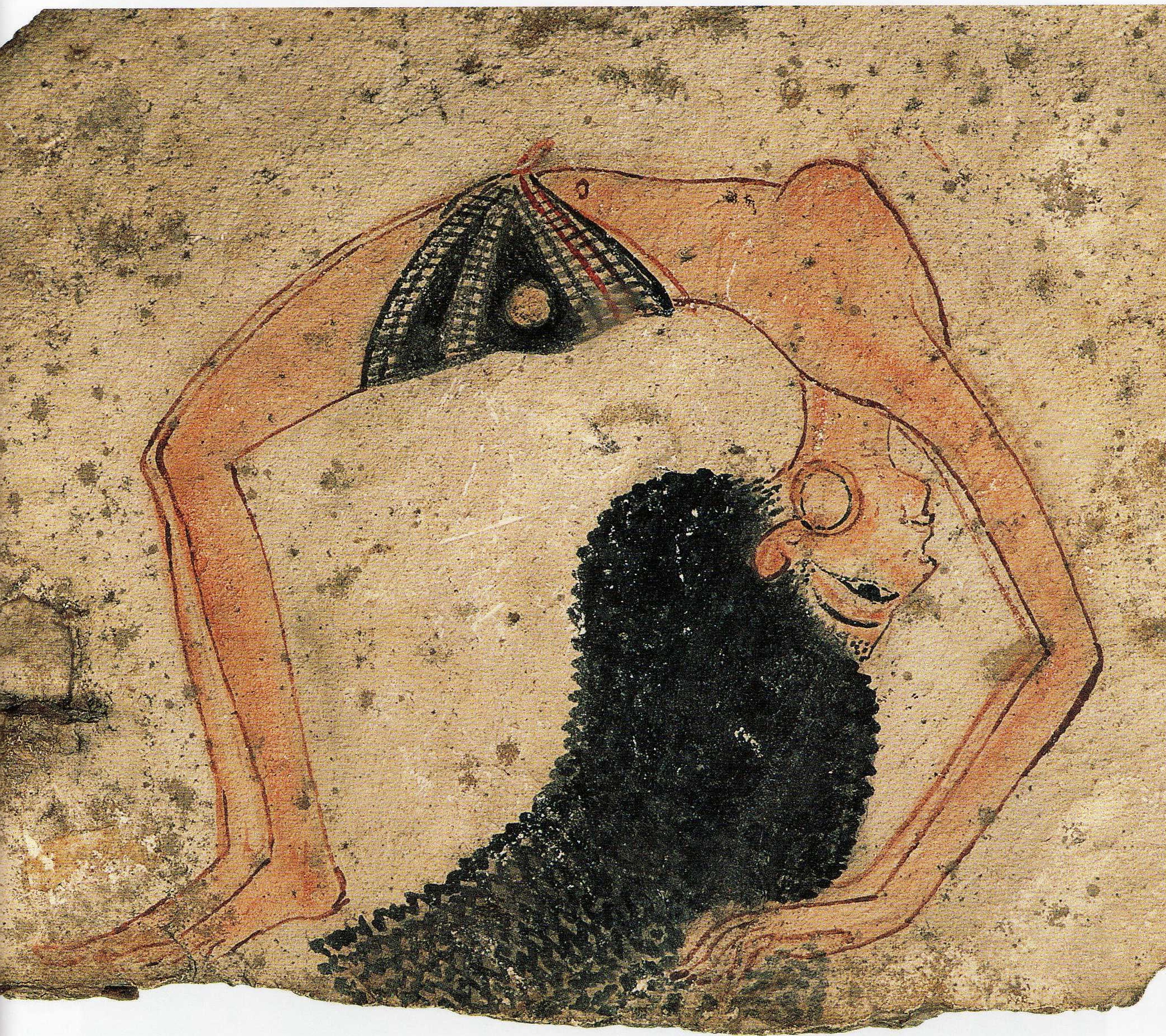
埃及舞者

最初到達都靈的與埃及有關的文物是1630年的伊西亞克祭壇桌，這件異國情調的作品促使卡洛·埃馬努埃萊三世委託植物學家維塔利亞諾·多納蒂於1753年前往埃及，並從該地獲取多樣文物。多納蒂帶著從卡纳克神庙和奇夫特獲得的300件作品返回義大利，這些作品最終則成為都靈收藏的核心。
1824 年，卡洛·費利切國王從外交官皆法國總領事納迪諾·德羅韋蒂埃及逗留期間的收藏中獲得了5,268件文物，包括100尊雕像、170幅紙莎草紙、石碑、木乃伊和其他物品，同年，尚-法蘭索瓦·商博良使用都靈龐大的紙莎草收藏來測試他在譯解出古埃及象形文字的結構的突破。
1833 年，皮埃蒙特人朱塞佩·索西奧 (Piedmontese Giuseppe Sossio) 的收藏品（超過 1,200件）成為埃及博物館的典藏品。前任義大利王國眾議院議員及埃及古物學家埃內斯托·斯基亞帕雷利則在1900年至1920年的挖掘活動中的發現更多文物，博物館最後一次獲得的重大文物是埃萊西亞神廟，是在埃及政府於1960年代努比亚紀念碑打撈活動期間，因意大利提供幫助所提供的贈禮。
這些年來，埃及的收藏品一直在都靈在專為容納的展示館中，只有在第二次世界大戰期間一些文物才被轉移到阿列。當埃及古物博物館基金會於 2004 年底正式成立時，該博物館成為意大利政府對國家博物館私有化的單位。建築本身為慶祝2006年冬季奥林匹克运动会而進行改造。
2015年4月1日，博物館在經過修復後重新開放參觀。並設計了新標誌、協調形象和展覽系統。該形象是由Migliore+Servetto Architects工作室設計，其創始人伊科米廖雷和瑪拉·塞爾韋托是博物館的創意顧問。

## 收藏

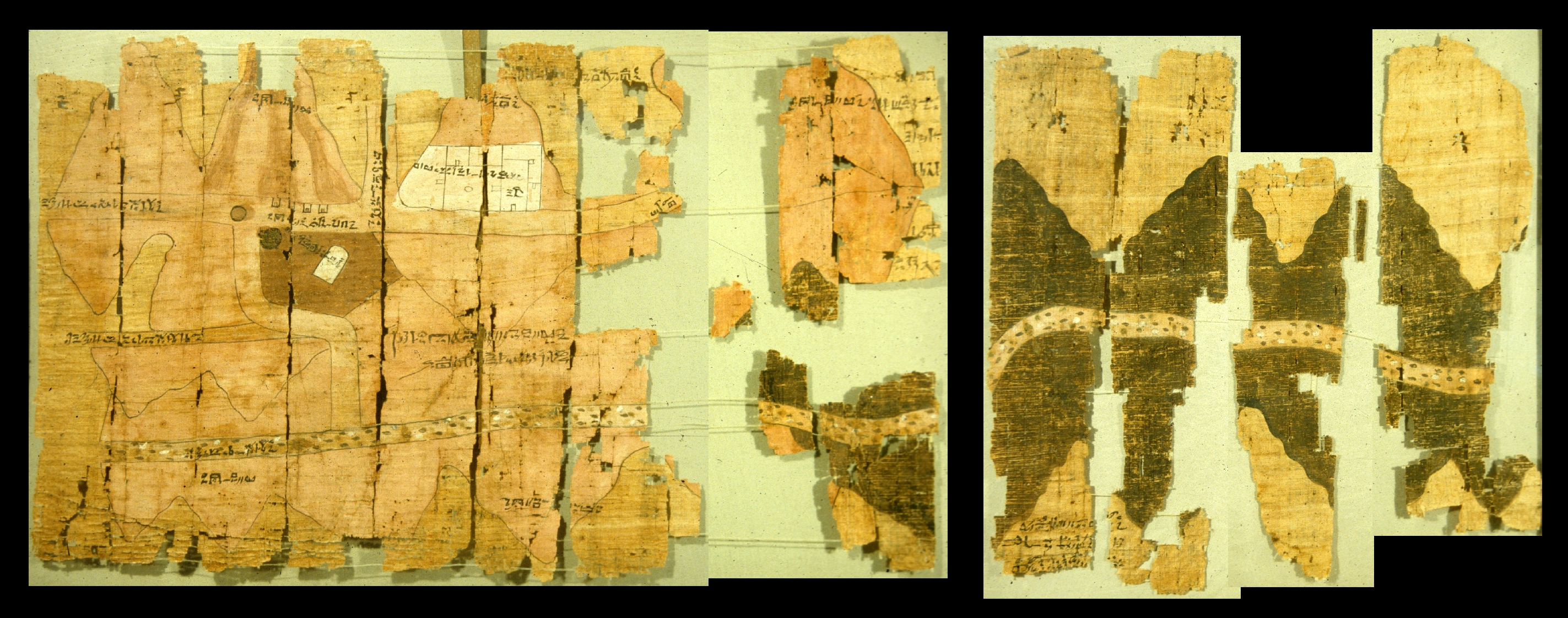
都靈紙莎草地圖

埃及博物館內現主要展示約37,000件物品，涵蓋了從舊石器時代到科普特時代的時期。最重要的是：
- “Assemblea dei Re”（國王大會）：這個術語表示代表新王國所有國王雕像的展示區
- 埃萊西亞神廟（英语：Temple_of_Ellesyia）：作為國際拯救努比亞古蹟運動的一部分捐贈
- 納迪諾·德羅韋蒂（英语：Bernardino Drovetti）收藏的石棺、木乃伊和死者書籍
- 來自吉貝林（英语：Gebelein）的彩繪織物，可追溯到公元前3500年，由朱利奧·法里納（英语：Giulio Farina）於1930年發現
- 塞特赫赫普謝夫王子（英语：Ostracon_of_Prince_Sethherkhepshef）的陶器
- 來自舊王國的「Tomba di Ignoti」（未知墓）的陪葬用具
- TT8墓（卡和功勳之墓），全數結構被整體轉移到博物館
- 伊西亞克祭壇桌（英语：Mensa Isiaca）
- 'Tomba dipinta'（彩繪墓）通常不對公眾開放
- 納迪諾·德羅韋蒂（英语：Bernardino Drovetti）收藏的紙莎草收集室，曾被商博良用於解碼象形文字
- 都灵王表
- 都靈紙莎草地圖（英语：Turin_Papyrus_Map）
- 都靈情色紙莎草（英语：Turin_Erotic_Papyrus）
- 都靈司法紙莎草（英语：Judicial_Papyrus_of_Turin）

埃及博物館擁有《死者之書》的三個不同版本，包括已知最古老的副本。斯基亞帕雷利於1906年發現的完整插圖版本，以及和第一皇家建築師Kha的個人副本，通常向公眾展示。

## 圖片

伊比石棺
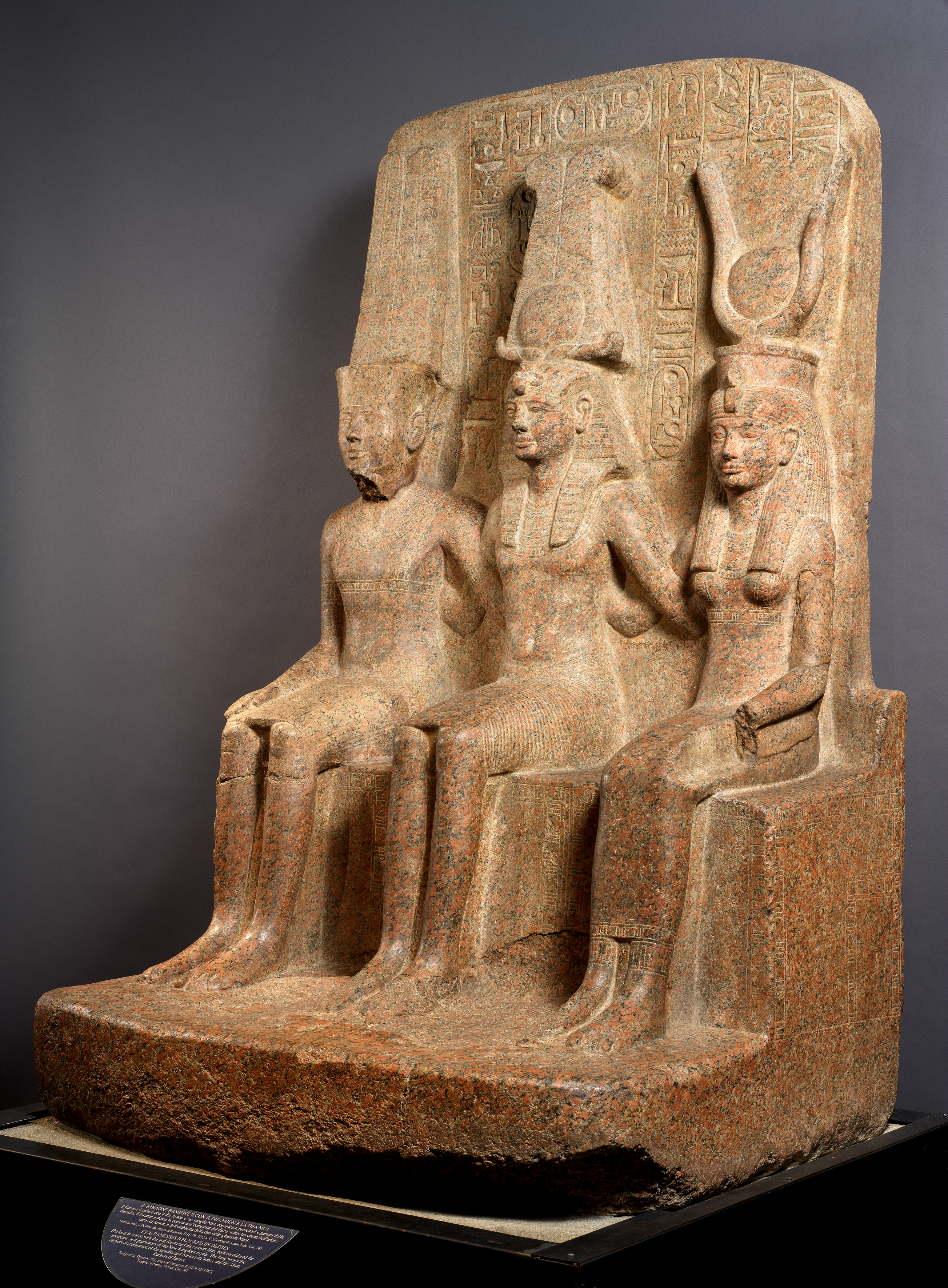
哈索尔、拉美西斯二世及阿蒙雕像
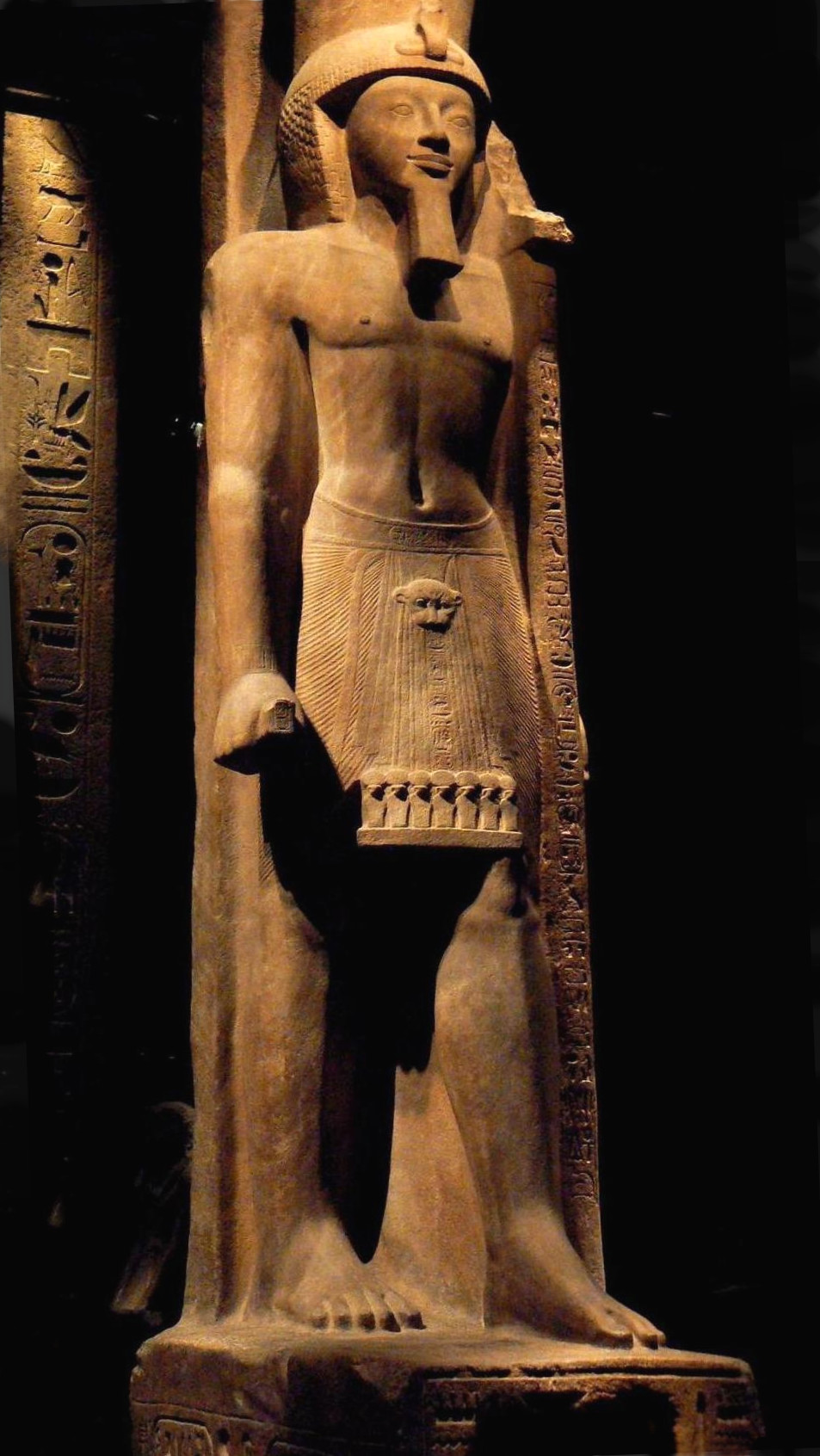
塞提二世雕像
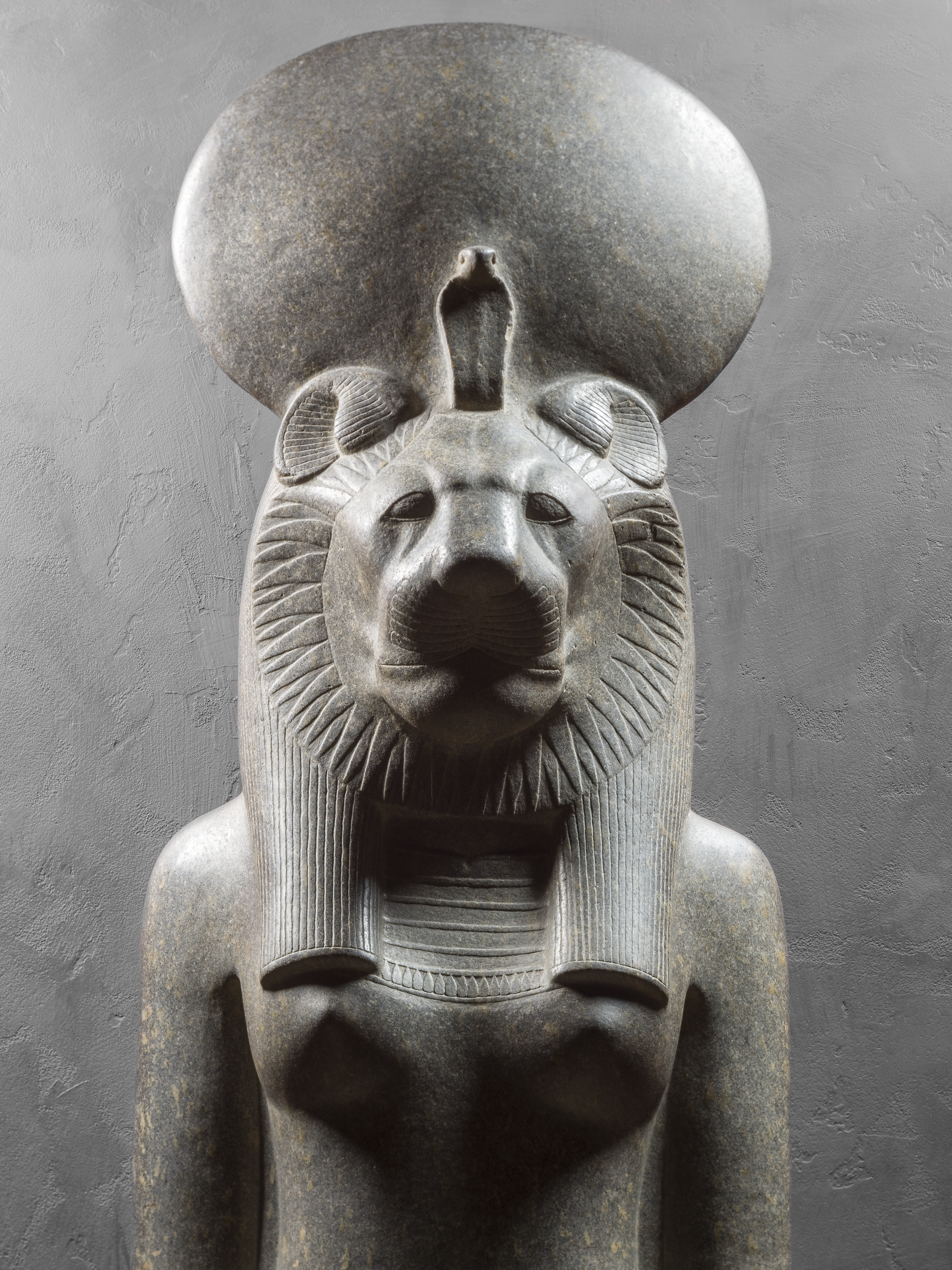
塞赫麦特雕像
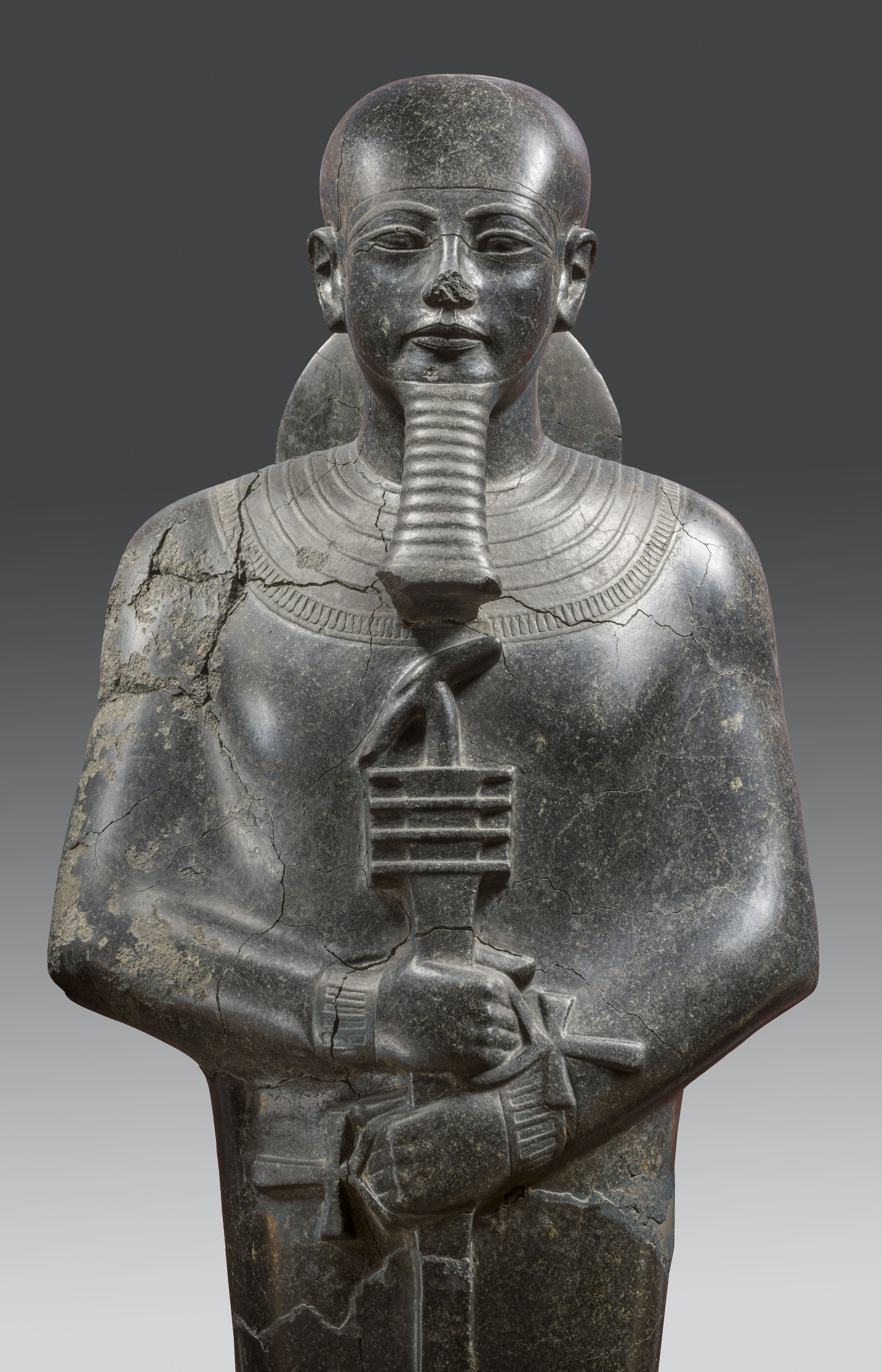
卜塔雕像
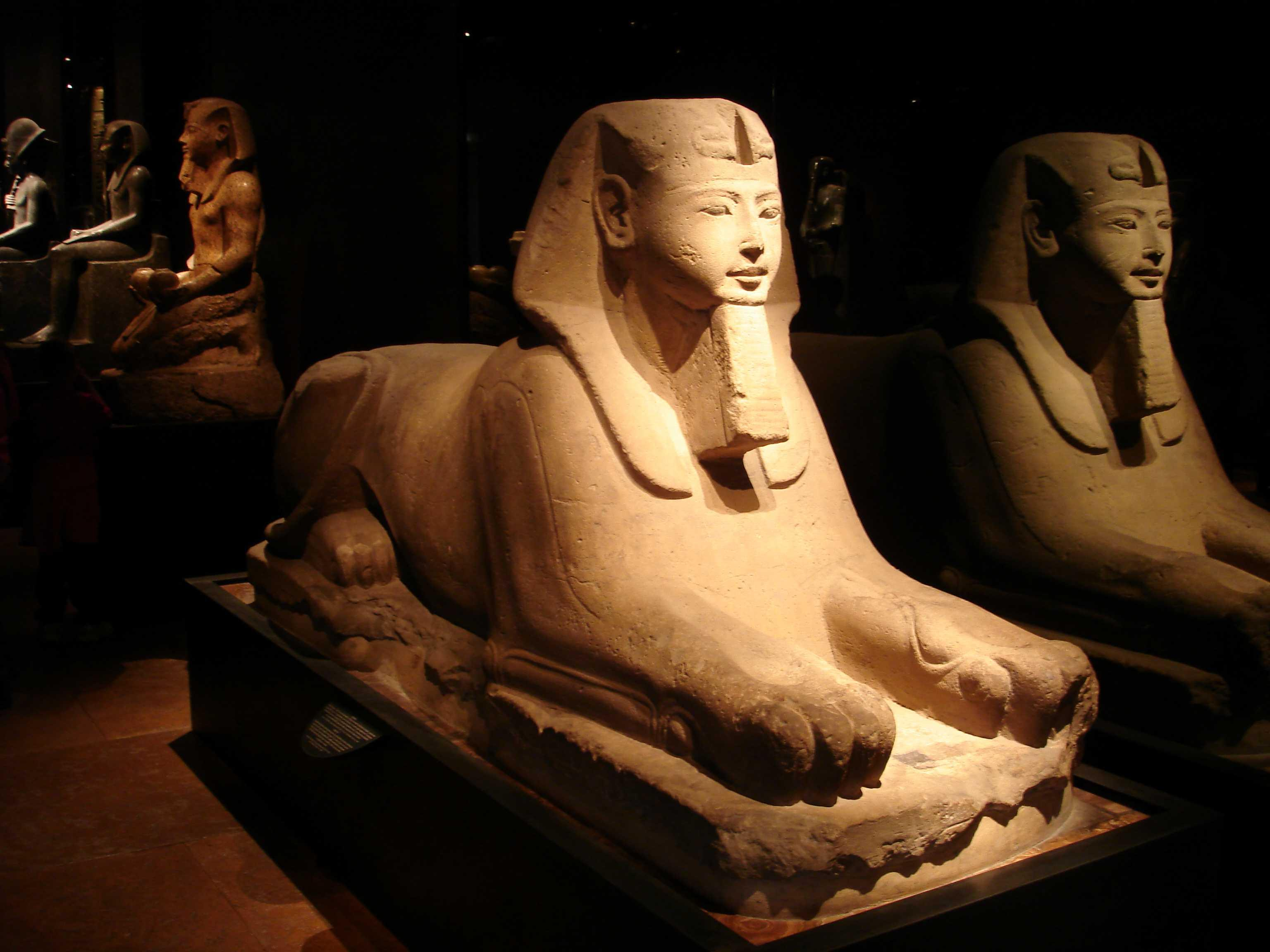
斯芬克斯
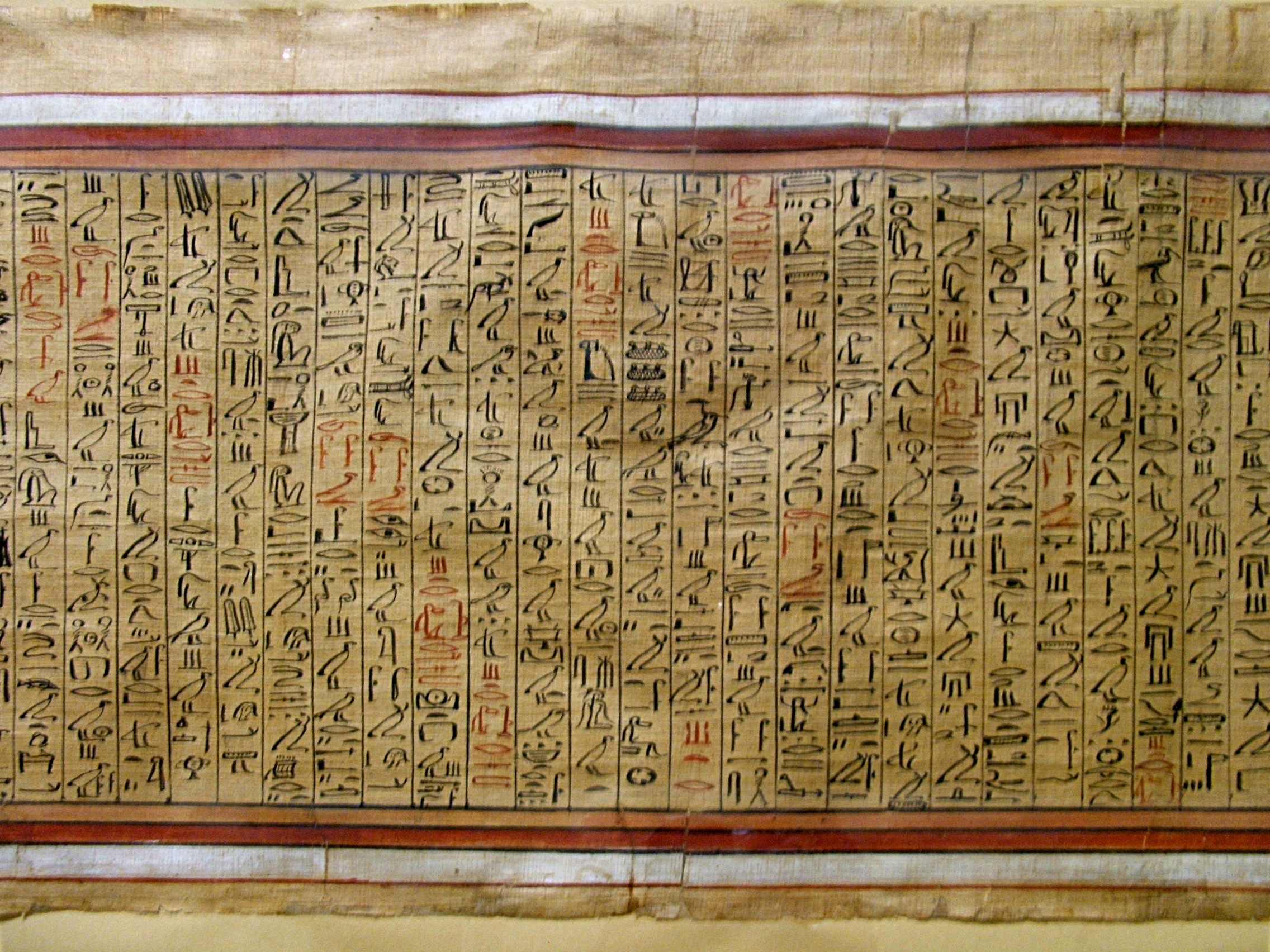
莎草纸
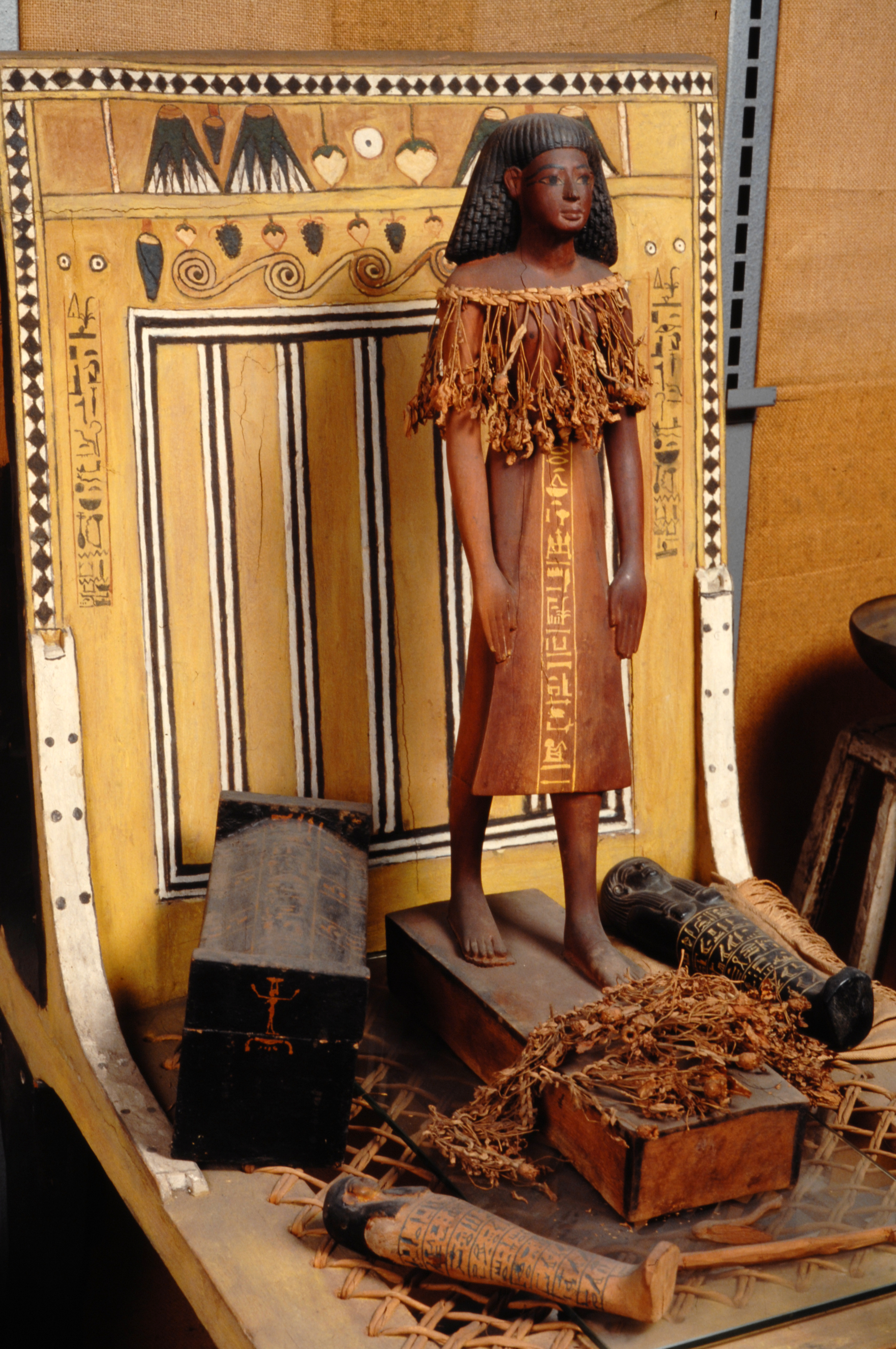
卡的雕像
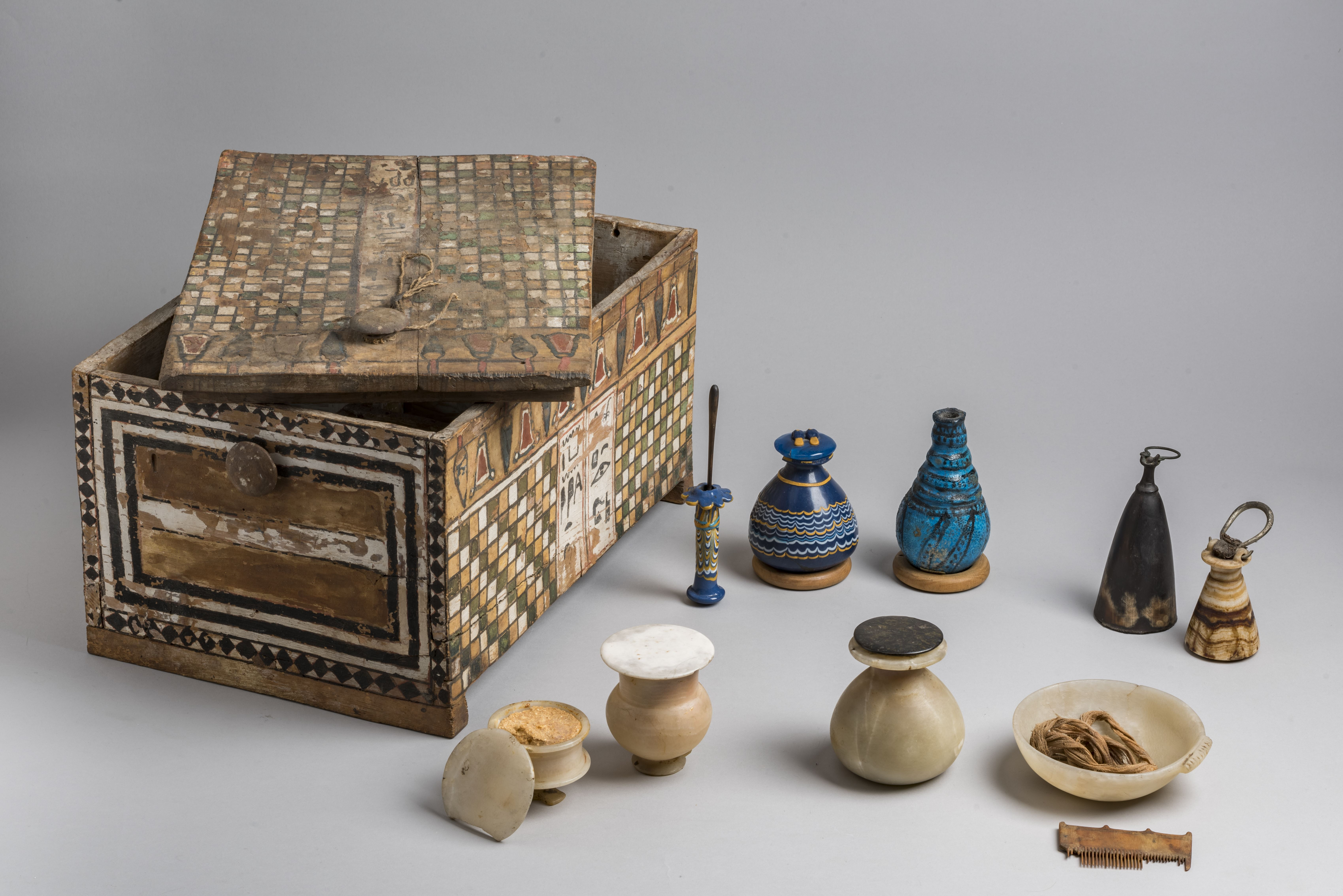
TT8墓中的物品
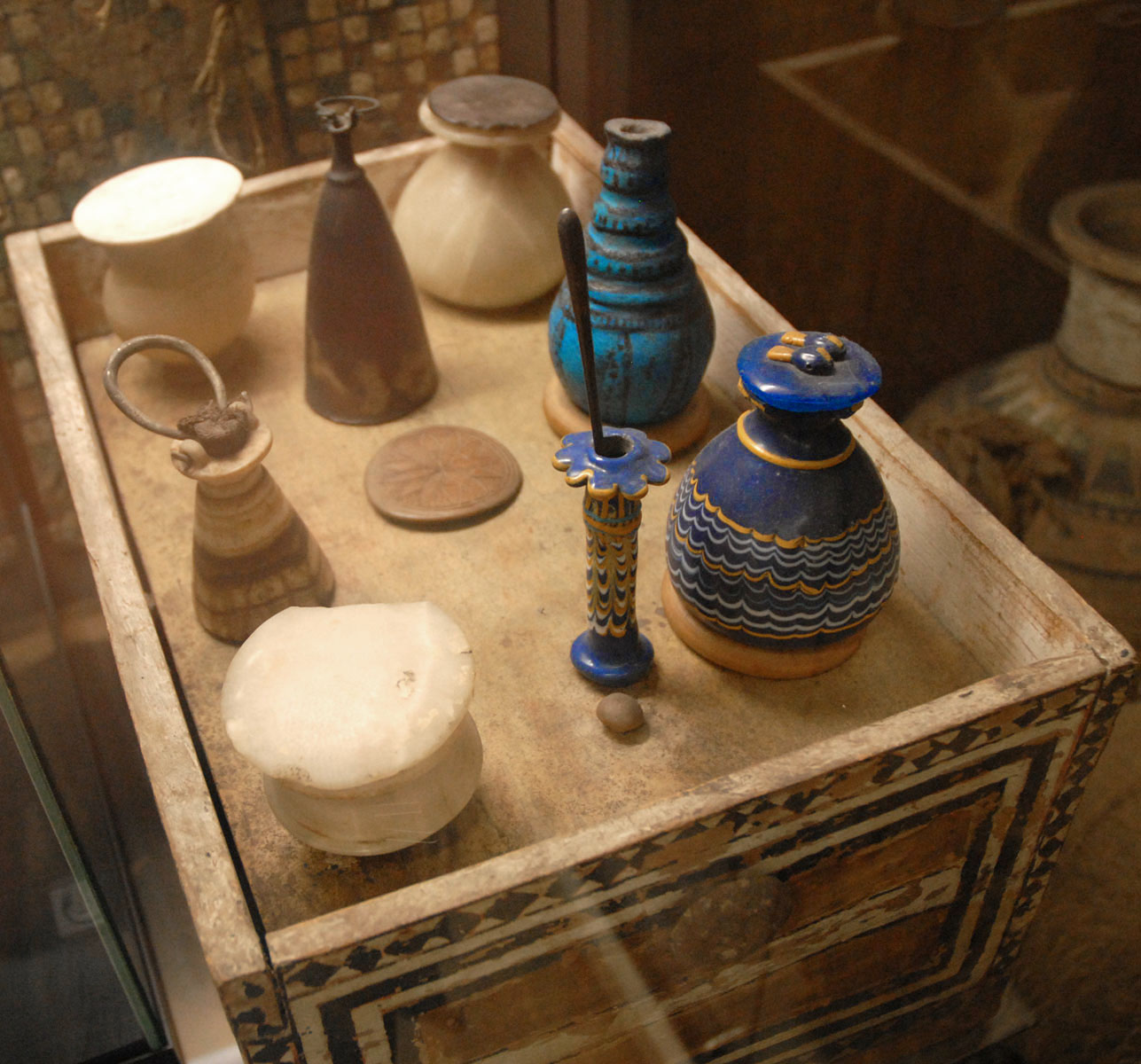
馬桶箱及各種功德器皿
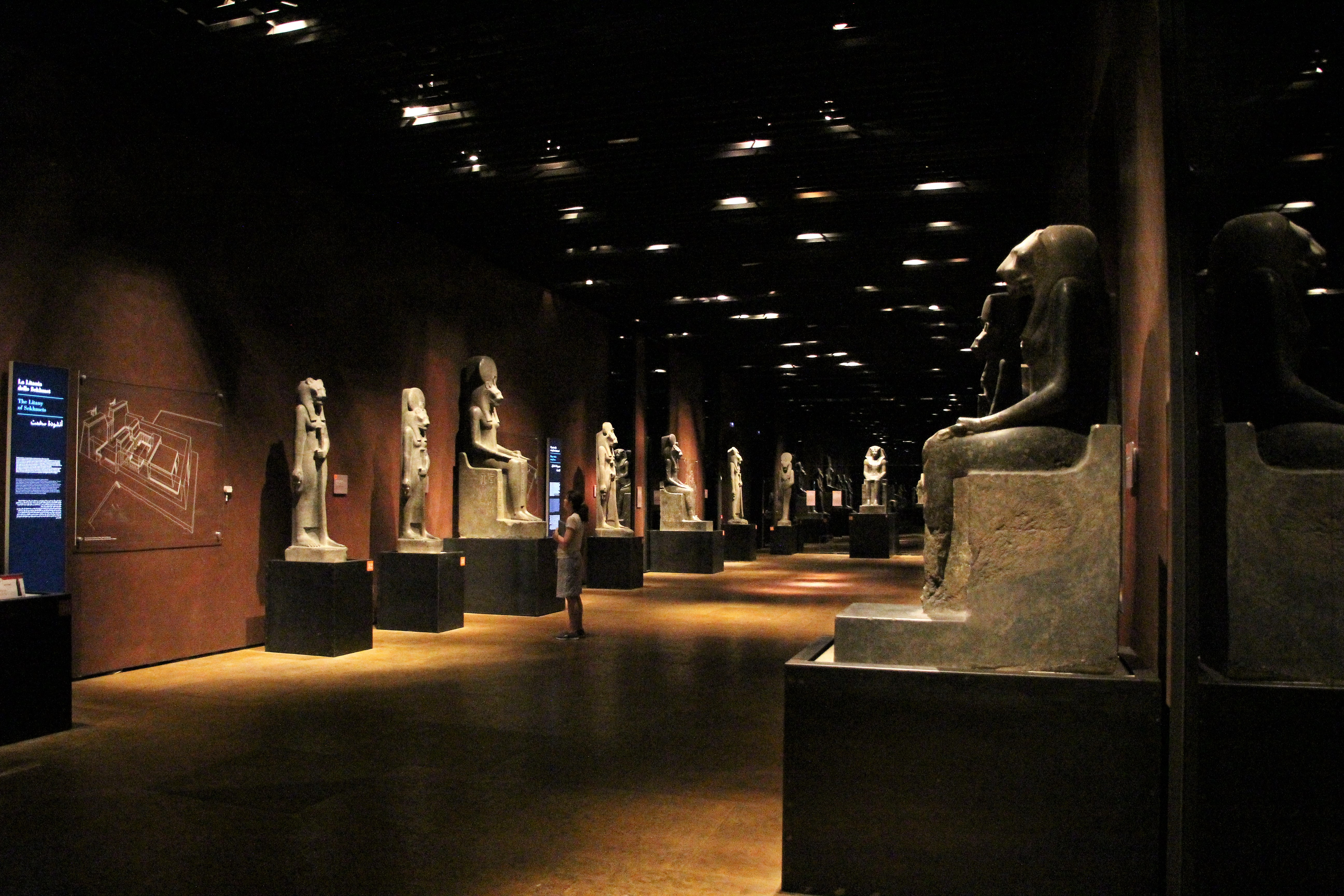
館內常設展
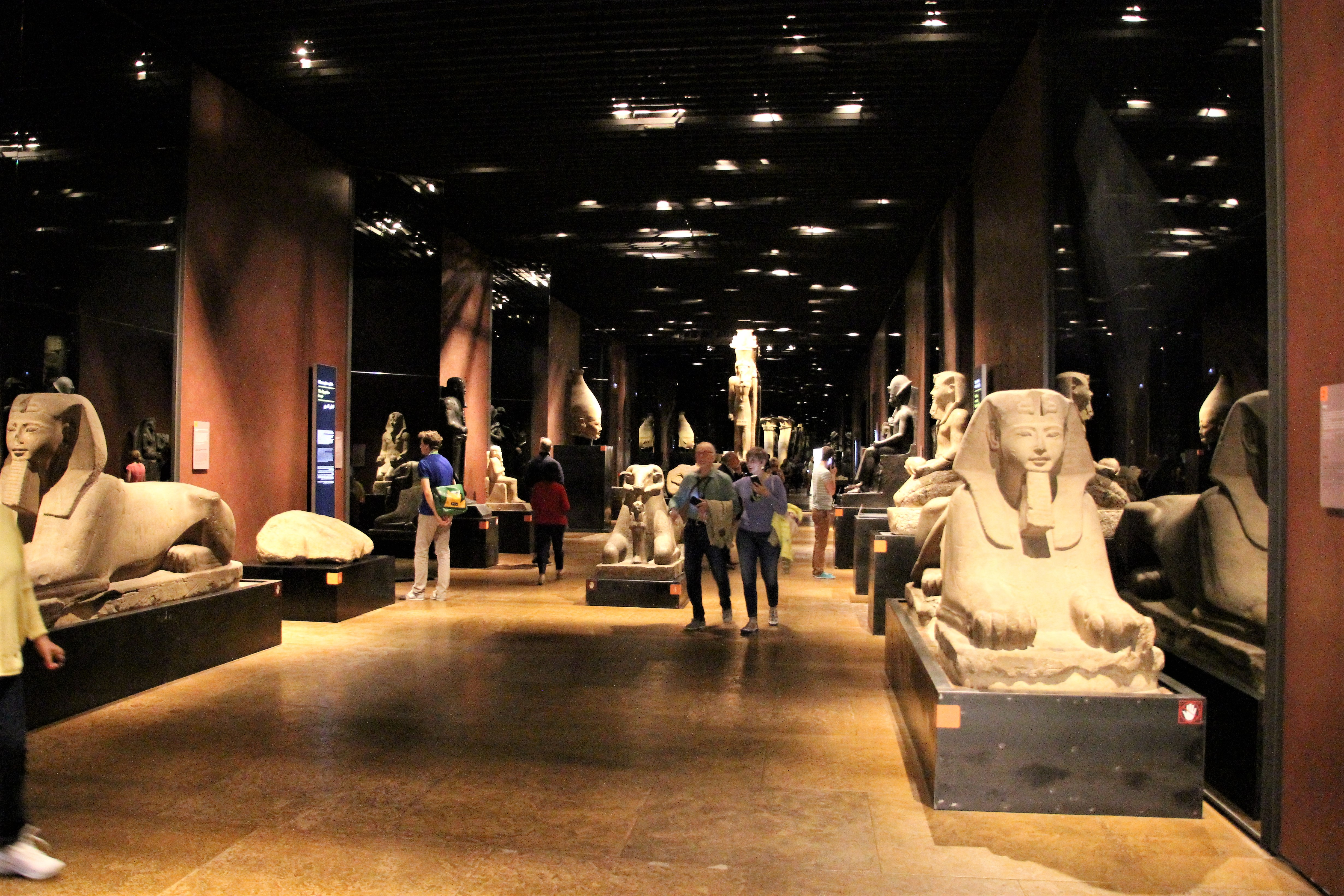
館內常設展